# فولکلوریکو

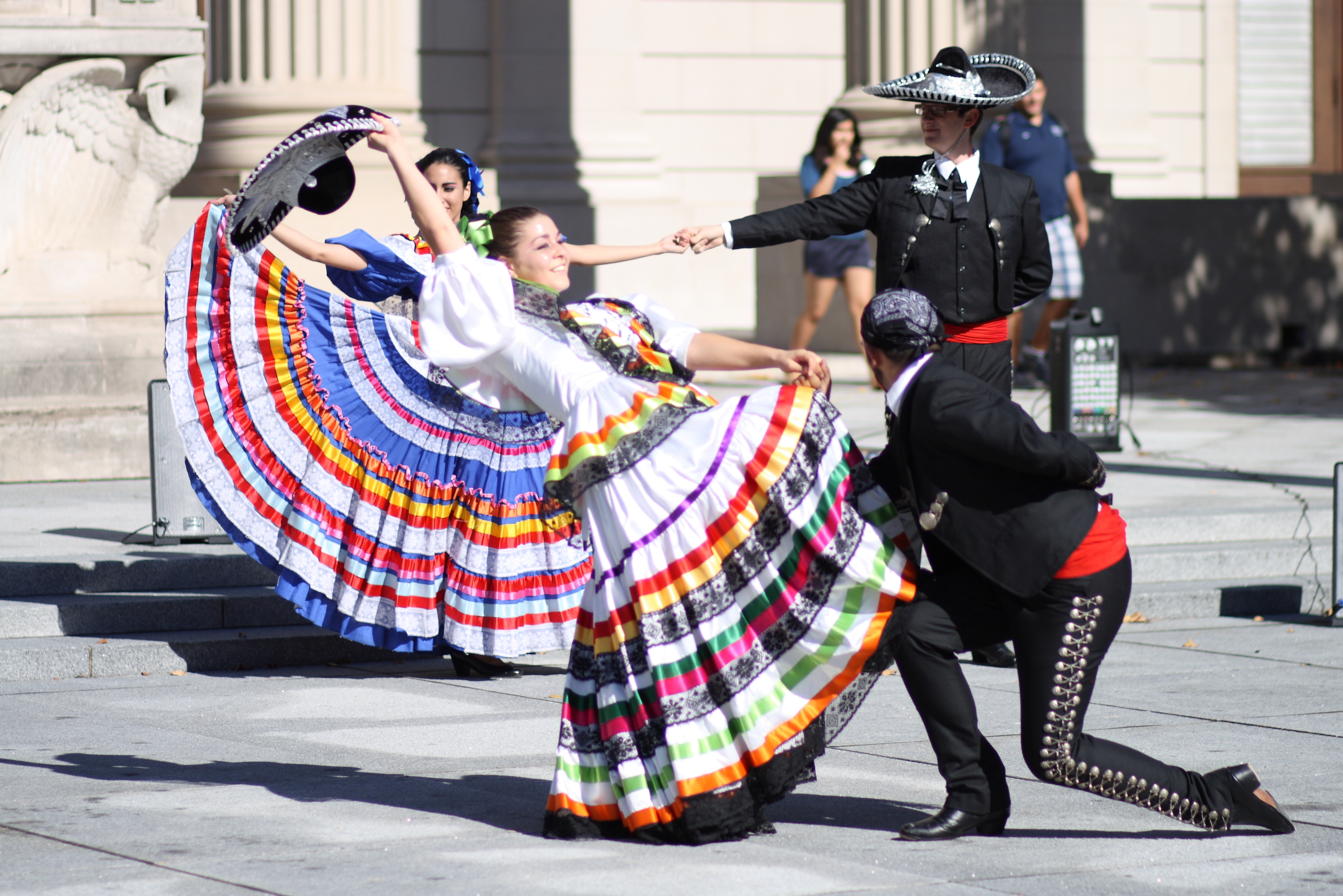
رقاصان فولکلوریکو در حال نمایش برای دانشجویان دانشگاه ییل

رقص فولکلوریکو (به اسپانیایی: Baile folklórico) یا به معنای واقعی کلمه «رقص فولکلور» در زبان اسپانیایی، یک اصطلاح عمومی برای رقص‌های سنتی آمریکای لاتین با تأکید بر فرهنگ عامیانه محلی همراه با ویژگی‌های باله است.
این رقص در مکزیک، و تگزاس محبوبیت و منشأ دارد.
از مشخصه‌های آن حرکات چرخشی زنان با دامن‌های فاخر و رنگارنگ، با موسیقی ال ماریاچی است.